# Молібденові руди
Молібденові руди (рос. молибденовые руды, англ. molybdenic ores, нім. Molybdänerze n pl) — природні мінеральні утворення, що містять молібден у кількостях, при яких технічно можливо і економічно доцільно його вилучення сучасними методами виробництва.

## Загальний опис
У мінеральних утвореннях молібден присутній головним чином в 4- і 6-валентній формі. Головний рудний мінерал — молібденіт (60 % Мо), а також молібдошеєліт (зейригіт) Ca(W, Mo)О4, що містить Мо від 1 до 16 %. Велику групу молібденових мінералів утворюють молібдати природні. У М.р. в різних співвідношеннях з молібденом знаходяться Cu, W, S (пірит), в меншій мірі Bi, Be, Sn, Ag, Au; крім того, в молібденіті постійно присутній Re. М.р. розрізняють на мідно-молібденові, монометальні молібденові — з амфібол-біотитовими гранітами, ґранодіоритами, ґраносієнітами; вольфрам-молібденові — з лейкократовими сублужними гранітами. Середній вміст Мо в рудах великих родов. 0,06-0,2 %, дрібних — 0,3-1 %. Як попутний компонент Мо вилучається з ін. руд при вмісті в них Мо від 0,005 % і вище.
Молібденові руди екзогенного походження відомі у вугіллі, вуглисто-глинисто-кременистих сланцях, а також в твердих нафтобітумах. Тут Мо тісно пов'язаний з органіч. речовиною і звичайно асоціює з V, U, Ge, Re, рідкісноземельними елементами. Вміст Мо в таких рудах — тисячні і соті частки відсотка. Молібденові руди екзогенного походження сьогодні мало залучаються до експлуатації і в осн. є резервом майбутнього. 90 % світового видобутку М.р. припадає на родовища промислового типу, які представлені штокверками кварцово-молібденітових і кварцово-халькопіритових руд. Родовища М.р. є на Півн. Кавказі (Тирниаузське), на півдні Красноярського краю (Сорське), в Казахстані (Коунрадське, Коктенкольське), в США (Клаймакс, Гендерсон і ін.), Канаді (Ендако), Чилі (Чукікамата і ін.), Мексиці, Китаї, Австралії і ін.
В Україні розвіданих родовищ М.р. немає. У північно-західній та центральній частинах Українського щита виявлена велика кількість рудопроявів молібдену, які відповідають мідно-молібденовій, молібденовій, вольфрам-молібденовій рудним формаціям. Найперспективніша — Устинівська площа Пержанського рудного поля.
Унікальні родовища молібдену Клаймакс, Гендерсон в США містять понад 500 тис. т металу, дуже великі — 500—100 тис. т, великі — 100-50 тис. т, середні — 50-25 тис. т, дрібні — менше 25 тис. т. Багаті руди містять молібдену понад 0,5 %, рядові 0,5 0,2 %, бідні 0,2-0,1 % і убогі 0,1-0,02 % (в комплексних рудах).
Серед промислових родовищ молібдену виділяються:
- скарнові,
- ґрейзенові,
- плутоногенні гідротермальні,
- вулканогенні гідротермальні.

Зі скарнових найбільш представницьким є родовище Тирниауз на Північному Кавказі. Вони відомі також в Казахстані (Каратас), Хакасії (Киялих-Узень), Румунії (Байтца), Китаї (Янцзи-Чшанзи), Марокко (Азгур), США (Пайн-Крік), Бразилії (Кунхаба), Туреччині (Тахталідаг). Головні рудні мінерали: молібденіт і пірит, а також шеєліт, халькопірит і магнетит; другорядні — сфалерит, ґаленіт і блякла руда; рідкісні — самородні бісмут, срібло і золото.
Ґрейзенові молібденові, часто вольфрам-молібденові, родовища відомі в Забайкаллі (Булуктай, Першотравневе), в Центральному Казахстані (Східний Коунрад, Акчатау, Жанет, Коктенколь), Монголії (Югодзир), Аргентині (Сьєрро-Асперо). Рудні тіла мають форму жил, штокверків і штоків, іноді трубоподібних. Головні рудні мінерали представлені молібденітом і вольфрамітом.
Плутоногенні гідротермальні родовища молібдену найбільш поширені. У цій групі виділяються три головні рудні формації: кварц-молібденітова, кварц-молібденіт-серицитова і кварц-молібденіт-халькопірит-серицитова. Родовища першої формації поширені у РФ на Далекому Сході (Умальта), у Забайкаллі (Бугдая, Жірекен, Давенда, Шахтама), Гірському Алтаї (Калгуті), Казахстані (Шалгія), США (Квеста) і Канаді (Маунтін). Головні рудні мінерали: молібденіт, іноді з вольфрамітом. Родовища представлені серією жил, прожилків і штокверків. Друга і третя формації представлені великими родовищами молібденітових, часто мідно-молібденітових прожилково-вкраплених руд. Вони знаходяться в Закавказзі (Каджаран); Кузнецькому Алатау (Сора), Китаї (Цзиндуйчан), США (Клаймакс, Гендерсон), Канада (Ендако, Бетлехем). Рудні тіла представлені штокверками концентричної або лінійної будови. Головні мінерали первинних руд — молібденіт (іноді халькопірит) і пірит. Середній вміст молібдену змінюється для молібден-порфірових родовищ від 0,05 до 0,5 %; для мідно-молібден-порфірових — від 0,005 до 0,025 %. Глибина формування родовищ 1 — 2 км від земної поверхні.